# Sutlepský hřbitov
Sutlepský hřbitov (estonsky Sutlepa kalmistu) je hřbitov ve vesnici Sutlepa v obci Lääne-Nigula. Vlastníkem a správcem hřbitovního pozemku je obec Lääne-Nigula. V roce 1997 byl hřbitov prohlášen kulturní památkou.

## Historie
Sutlepský hřbitov slouží jako pohřebiště pravděpodobně od 16. století. Starý hřbitov má rozlohu 0,33 ha. Celý hřbitov je obehnán nízkou zdí se smíšených kamenů. Ve zdi jsou umístěny tři vstupní brány. Na východní straně je brána dva metry široká a na severní straně jsou umístěny dvě brány jeden metr široké. Podle inventarizace z roku 2003 se na hřbitově nacházelo přibližně 800 inventarizovaných hrobových míst. Evidence hrobů je k dispozici také na internetových stránkách obce.
Na západní straně stála dřevěná sutlepská kaple, která byla v roce 1970 přenesena do Estonského národního skanzenu. Na zachovalých základech bývalé kaple byl postaven oltář. Starší část hřbitova je soustředěna kolem místa bývalé kaple. Hřbitov je využíván na rozloze 1,05 ha a lze jej rozšířit severovýchodním směrem.
V roce 1996 byla u hlavní brány hřbitova postavena zvonice.